# Чумляк (приток Миасса)
Чумляк — река в России, протекает в Курганской области. Устье реки находится в 203 км по правому берегу реки Миасс. Длина реки составляет 89 км, площадь водосборного бассейна 2350 км².

## Данные водного реестра
По данным государственного водного реестра России относится к Иртышскому бассейновому округу, водохозяйственный участок реки — Миасс от города Челябинск и до устья, речной подбассейн реки — Тобол. Речной бассейн реки — Иртыш.

## Притоки
- 28 км: Нифанка (пр)
- 34 км: Белый Лог (пр)

## Населённые пункты

### Сафакулевский район
- д. Максимовка
- с. Яланское

### Щучанский район
- д. Даньково
- с. Сухоборское
- д. Борки
- ост. п. 2182 км.
- д. Козино
- с. Чумляк